# Морьяк (Канталь)
Морья́к (фр. и окс. Mauriac) — город и коммуна во Франции, находится в регионе Овернь. Департамент — Канталь. Административный центр кантона Морьяк и супрефектура округа Морьяк.
Код INSEE коммуны — 15120.
Коммуна расположена приблизительно в 410 км к югу от Парижа, в 90 км юго-западнее Клермон-Феррана, в 34 км к северу от Орийака.

## Население
Население коммуны на 2008 год составляло 3876 человек.
| 1962 | 1968 | 1975 | 1982 | 1990 | 1999 | 2008 |
| ---- | ---- | ---- | ---- | ---- | ---- | ---- |
| 3636 | 3803 | 4093 | 4333 | 4224 | 4019 | 3876 |

## Экономика
В 2007 году среди 2287 человек в трудоспособном возрасте (15—64 лет) 1592 были экономически активными, 695 — неактивными (показатель активности — 69,6 %, в 1999 году было 71,9 %). Из 1592 активных работали 1469 человек (738 мужчин и 731 женщина), безработных было 123 (58 мужчин и 65 женщин). Среди 695 неактивных 208 человек были учениками или студентами, 274 — пенсионерами, 213 были неактивными по другим причинам.

## Достопримечательности
- Крест на площади Жоржа Помпиду. Памятник истории[3]
- Монастырь Сен-Пьер (XI век). Памятник истории с 1987 года[4]
- Фонтан на бульваре Монтйон (1770 год). Памятник истории с 2003 года[5]
- Базилика Нотр-Дам-де-Миракль[фр.] (XI—XII века). Памятник истории с 1840 года[6]
- Коллеж (XVII век). Памятник истории с 1927 года[7]

## Фотогалерея

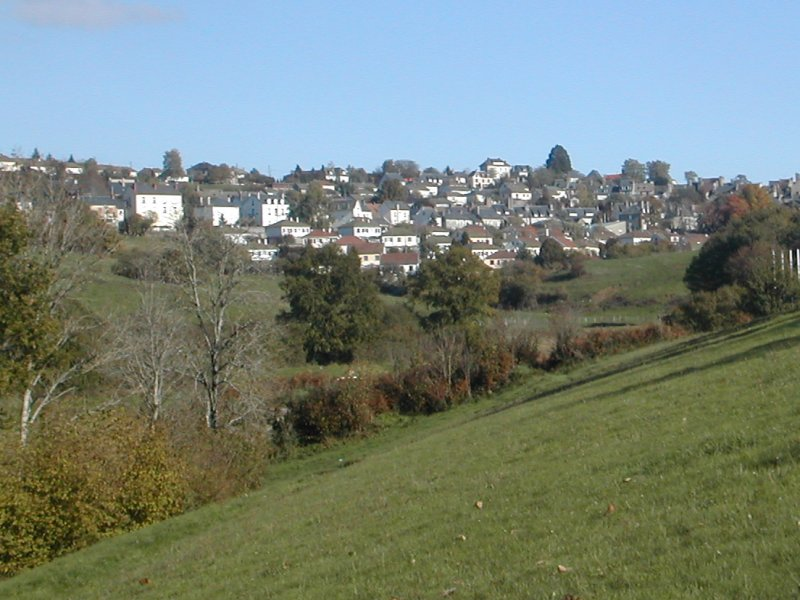
Морьяк
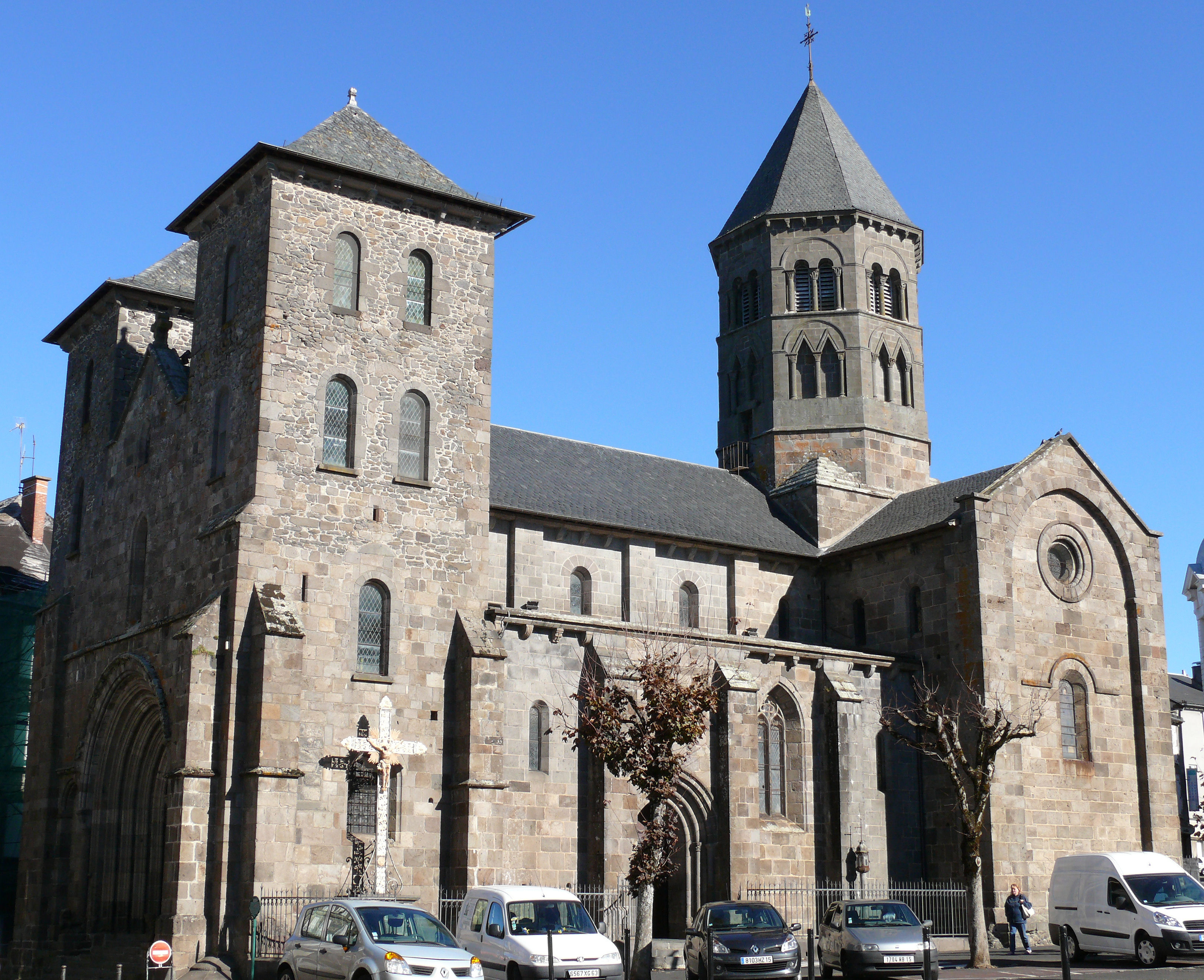
Базилика Нотр-Дам-де-Миракль
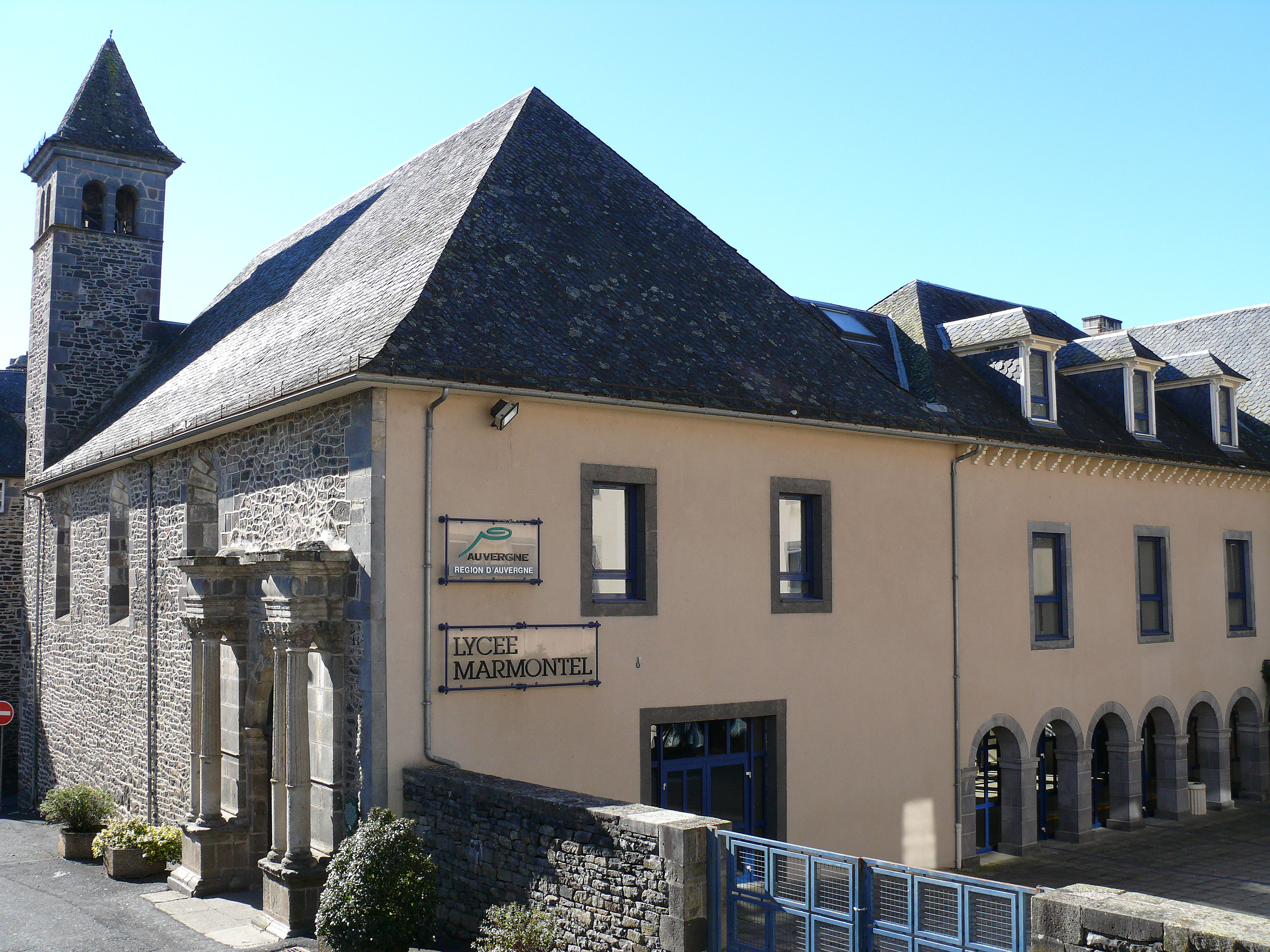
Коллеж